# Bi Bi
Bi Bi ist ein myanmarischer Fußballspieler.

## Karriere

### Verein
Bi Bi stand bis Ende 2017 bei Chin United unter Vertrag. Der Verein aus dem Chin-Staat spielte in der höchsten myanmarischen Liga, der Myanmar National League. 2017 absolvierte er 20 Erstligaspiele. 2018 wechselte er zum Ligakonkurrenten Yadanarbon FC nach Mandalay. Hier stand er bisher 14-mal in der ersten Liga auf dem Spielfeld.